# Ibn Tabataba
Abu Abd Allah Muhàmmad ibn Ibrahim ibn Ismail al-Dibadj ibn Ibrahim al-Ghamr ibn al-Hassan al-Muthanna, conegut com a Ibn Tabataba (mort 15 de febrer del 815), fou un imam alida hasanita. El seu malnom d'Ibn Tabataba correspondria a l'avi de Mahoma (que l'hauria portat per un defecte de pronunciació) però sembla que el seu pare Ibrahim també era anomenat Tabataba nom que voldria dir "d'ascendència alida de pare i mare".
Abu l-Saraya al-Sari ben Mansur al-Shaybani, un cap alida, després de fer el pelegrinatge a la Meca va entrar en contacte a Anat amb l'alida Muhammad ibn Ibrahim (Ibn Tabataba) que va anar a Kufa a reunir forces mentre Abu l-Saraya organitzava la revolta (814). Al dia convingut Abu l-Saraya es va presentar a Kufa on unit a les forces d'Ibn Tabataba es va fer la khutba en nom d'Ibn Tabataba com imam (27 de desembre del 814, segons altres fonts el 26 de gener del 815). Per combatre la revolta de Kufa, el visir Hasan ibn Sahl va enviar un exèrcit que fou derrotat per Abu l-Saraya el 14 de febrer del 815, però més per la manca de competència de l'enemic que per mèrits propis. Ibn Tabataba va tenir un paper secundari en la revolta, la direcció efectiva de la qual era d'Abu l-Saradj; es diu fins i tot que aquest el va voler enverinar, i almenys se sap que es va posar malalt i va designar com a nou imam a Ali ibn Ubayd Allah amb l'encàrrec de designar un nou imam. Ibn Tabataba va renunciar a aquesta dignitat el dia 14 i va morir el dia 15. Ali ibn Ubayd Allah va designar a Muhammad ibn Zayd, que amb l'aprovació d'Abu l-Saradj fou elegit.